# هیوا، کنت
هیوا (به انگلیسی: Hever) یک روستا و محله مدنی در بریتانیا است که در Sevenoaks واقع شده‌است. هیوا ۱٬۲۳۱ نفر جمعیت دارد.